# AI Electronics ABC-24
ABC-24 је била радна станица, производ фирме AI Electronics који је почео да се израђује у Јапану током 1979. године.
Користио је Zilog Z80A као централни микропроцесор а RAM меморија рачунара ABC 24 је имала капацитет од 64 kb (до 1Mb). 
Као оперативни систем кориштен је Dosket, CP/M & M/PM.

## Детаљни подаци
Детаљнији подаци о рачунару ABC-24 су дати у табели испод.
|                       |                                                |
| [ 1 ]                 |                                                |
| Произвођач            |                                                |
| Тип                   | радна станица                                  |
| Меморија              | 64 kb (до 1Mb)                                 |
| Поријекло             | Јапан                                          |
| Година                | 1979                                           |
| Тастатура             | механичка QWERTY / AZERTY тастатура            |
| Процесор              |                                                |
| Фреквенција процесора | 4 Mhz                                          |
| RAM                   | 64 kb (до 1Mb)                                 |
| ROM                   | 4 kb (монитор)                                 |
| Текст                 | 80 x 24                                        |
| Графика               | 640 x 288 опциона (PLOT 10 компатибилан)       |
| Боја                  | монохроматски (12 монитор са зеленим приказом) |
| Звук                  | непознато                                      |
| Димензије             | 15 1/4 д x 15 ш x 5 в / 20 фунти               |
| Портови               |                                                |
| Оперативни систем     |                                                |